# Hendrik Seyffardt

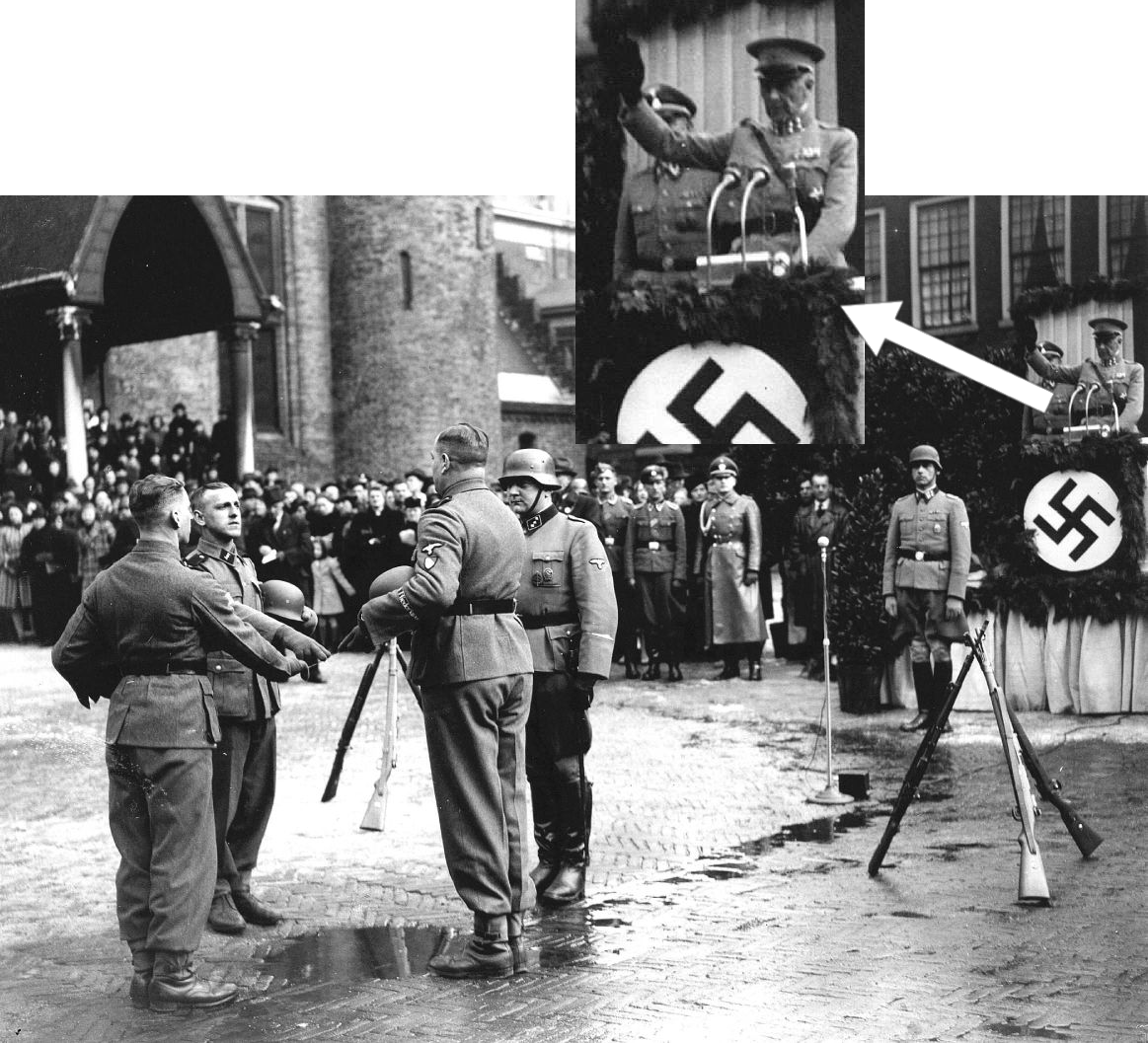
Hendrik Seyffardt salutuje składającym przysięgę wojskową żołnierzom Ochotniczego Legionu Holenderskiego

Hendrik Alexander Seyffardt (ur. 1 listopada 1872 w Bredzie, zm. 6 lutego 1943 w Hadze) – holenderski wojskowy (generał), działacz i publicysta faszystowski, dowódca Ochotniczego Legionu Holenderskiego podczas II wojny światowej.

## Życiorys
W 1900 r. ukończył Królewską Akademię Wojskową w Bredzie, zostając docentem w akademii. Następnie ukończył wyższą szkołę kawaleryjską. Od 1928 r. w stopniu generała majora dowodził 1. Dywizją Piechoty. Od maja 1929 r. do maja 1934 r. w stopniu generała porucznika pełnił funkcję szefa sztabu najwyższego dowództwa armii holenderskiej. Następnie odszedł do rezerwy. Zaangażował się w działalność holenderskiego ruchu faszystowskiego. Prowadził wykłady dla członków konserwatywno-narodowego Związku Narodowej Odbudowy. Głosił hasła antykomunistyczne i antysemickie. W 1937 r. wstąpił do Narodowo-Socjalistycznego Ruchu Holenderskiego (NSB), ale już po pół roku odszedł. Pisał natomiast artykuły do organu prasowego NSB „Volk en Vaderland”.
Podczas niemieckiej okupacji Holandii, po zaatakowaniu ZSRR przez Niemcy, komisarz Arthur Seyss-Inquart zaproponował gen. H. A. Seyffardtowi patronowanie werbunkowi ochotników do Ochotniczego Legionu Holenderskiego, który miał być skierowany na front wschodni do walki z Sowietami. Wkrótce objął on nominalne dowództwo Legionu. Opowiadał się za jego przekształceniem w holenderski oddział wojskowy, z wyłącznie holenderskimi oficerami, holenderskimi sztandarami i językiem holenderskim jako obowiązującym, ale jego koncepcje były systematycznie ignorowane przez Niemców. W rezultacie w marcu 1942 r. złożył dymisję, która nie została jednak przyjęta. 1 lutego 1943 r. wszedł w skład kolaboracyjnego gabinetu pod wodzą Antona A. Musserta. W odpowiedzi gen. H. A. Seyffardt 5 lutego tego roku został postrzelony w Hadze przez 2 członków grupy CS-6 ruchu oporu. Zmarł następnego dnia w swoim domu. Na jego cześć 48. Ochotniczy Pułk Grenadierów Pancernych SS otrzymał nazwę „General Seyffardt”.

## Odznaczenia
- Krzyż Kawalerski Orderu Lwa Niderlandzkiego
- Wielki Krzyż Oficera Orderu Oranje-Nassau
- Krzyż Oficerski Orderu Korony
- Krzyż Komandorski Orderu Danebroga
- Krzyż Komandorski Orderu Miecza
- Krzyż Oficerski Orderu Narodowego Legii Honorowej